# Gare de Springfield
La gare de Springfield est une gare ferroviaire des États-Unis, située à Springfield dans l'État de l'Illinois.

## Histoire
Elle est mise en service en 1895.

## Service des voyageurs

### Desserte
Ligne d'Amtrak :
- Le Lincoln Service: Saint-Louis - Chicago
- Le Texas Eagle: Los Angeles - Chicago